# 大和田炭鉱
大和田炭鉱（おおわだたんこう）は北海道留萌市大和田町に昭和30年代まで所在していた炭鉱で留萌炭田の初期の中心炭鉱。経営に参画した実業家の大和田荘七が名称の由来である。

## 歴史
- 1900年（明治33年） - メンコ炭山創業[1]。同時期に金喜炭山も創業[1]
- 1903年（明治36年） - メンコ炭山から齋籐炭山へ名称変更[1]。羽幌の齋籐知一が経営参画[1]。
- 1905年（明治38年） - 金喜炭山から大和田炭鉱へ名称変更[1]。大和田壮七が経営に参画[1]
- 1907年（明治40年） - 諸炭鉱併合し大和田炭鉱株式会社となる[1]
- 1907年（明治40年） - 留萌本線大和田駅開業
- 1916年（大正5年） - 経営難により一時閉山[2]
- 1918年（大正7年） - 北海炭業が買収し、北海炭業大和田炭鉱となる[2]
- 1925年（大正14年） - 北海炭業大和田炭鉱閉山
- 1938年（昭和13年） - 株式会社寿炭鉱（東京市丸の内）大和田鉱業所創業[2]
- 1951年（昭和26年） - 寿炭鉱の大和田以外の事業所が閉鎖となり株式会社大和田炭鉱となり丸の内より大和田へ移転
- 1955年（昭和30年）3月17日 - 中央斜坑内でガスが噴出する事故が発生。5人が窒息死[3]。
- 1959年（昭和34年）7月 - 閉山、会社は解散[1]

## 概況
大和田市街は明治期に人口3000人あまりの集落を形成した。往時は飲屋街が活況を呈し、映画館、病院、学校などもあった。